# Osso pisiforme
O osso pisiforme (também chamado de pisiforme) é um pequeno osso do punho, em forma de ervilha.
O osso pisiforme é encontrado na fileira proximal do carpo. Ele está localizado aonde a ulna se encontra com o carpo, no punho. Ele se articula somente com o osso piramidal.
É um osso sesamóide.
O osso pisiforme é conhecido pelo seu pequeno tamanho, e por apresentar apenas uma face articular. Está situado num plano anterior aos outros ossos do carpo e tem forma semelhante a uma esfera.
Seu nome deriva do Latim pīsum, que significa "ervilha".

## Faces
Sua face dorsal é lisa e oval, para articular-se com o piramidal.
A face lateral e a face medial são rugosas, sendo que a primeira é côncava, e a segunda geralmente é convexa.

## Imagens Adicionais

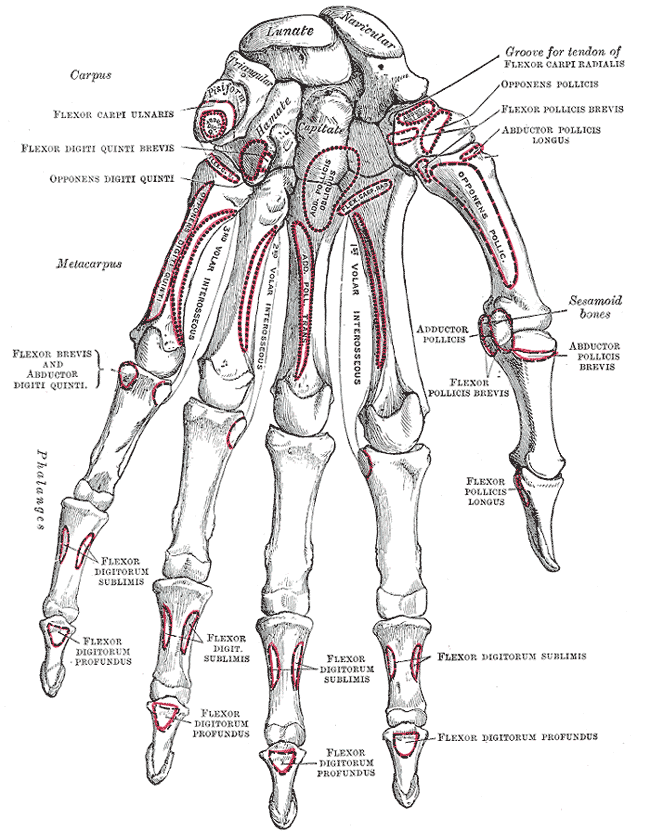
Ossos da mão esquerda. Superfície palmar.
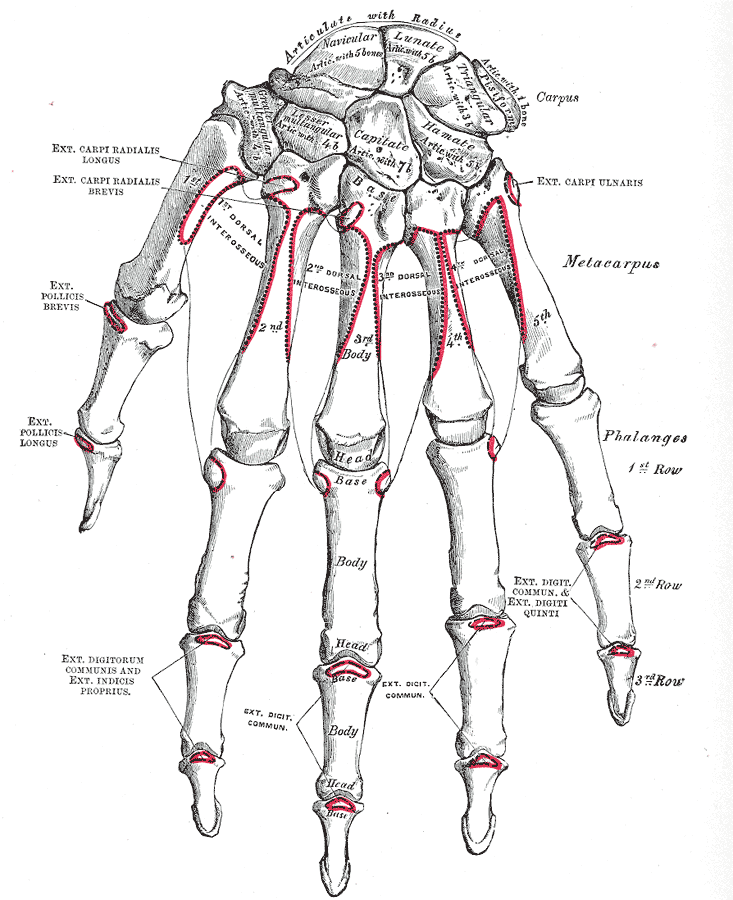
Ossos da mão esquerda. Superfície dorsal.